# Liste der Kulturdenkmale in Lockwitz
Die Liste der Kulturdenkmale in Lockwitz umfasst sämtliche Kulturdenkmale der Dresdner Gemarkung Lockwitz. Die Anmerkungen sind zu beachten.
Diese Liste ist eine Teilliste der Liste der Kulturdenkmale in Dresden. 

Diese Liste ist eine Teilliste der Liste der Kulturdenkmale in Sachsen.

## Legende
- Bild: Bild des Kulturdenkmals, ggf. zusätzlich mit einem Link zu weiteren Fotos des Kulturdenkmals im Medienarchiv Wikimedia Commons. Wenn man auf das Kamerasymbol klickt, können Fotos zu Kulturdenkmalen aus dieser Liste hochgeladen werden:
- Bezeichnung: Denkmalgeschützte Objekte und ggf. Bauwerksname des Kulturdenkmals
- Lage: Straßenname und Hausnummer oder Flurstücknummer des Kulturdenkmals. Die Grundsortierung der Liste erfolgt nach dieser Adresse. Der Link (Karte) führt zu verschiedenen Kartendiensten mit der Position des Kulturdenkmals. Fehlt dieser Link, wurden die Koordinaten noch nicht eingetragen. Sind diese bekannt, können sie über ein Tool mit einer Kartenansicht einfach nachgetragen werden. In dieser Kartenansicht sind Kulturdenkmale ohne Koordinaten mit einem roten bzw. orangen Marker dargestellt und können durch Verschieben auf die richtige Position in der Karte mit Koordinaten versehen werden. Kulturdenkmale ohne Bild sind an einem blauen bzw. roten Marker erkennbar.
- Datierung: Baubeginn, Fertigstellung, Datum der Erstnennung oder grobe zeitliche Einordnung entsprechend des Eintrags in der sächsischen Denkmaldatenbank
- Beschreibung: Kurzcharakteristik des Kulturdenkmals entsprechend des Eintrags in der sächsischen Denkmaldatenbank, ggf. ergänzt durch die dort nur selten veröffentlichten Erfassungstexte oder zusätzliche Informationen
- ID: Vom Landesamt für Denkmalpflege Sachsen vergebene, das Kulturdenkmal eindeutig identifizierende Objekt-Nummer. Der Link führt zum PDF-Denkmaldokument des Landesamtes für Denkmalpflege Sachsen. Bei ehemaligen Kulturdenkmalen können die Objektnummern unbekannt sein und deshalb fehlen bzw. die Links von aus der Datenbank entfernten Objektnummern ins Leere führen. Ein ggf. vorhandenes Icon  führt zu den Angaben des Kulturdenkmals bei Wikidata.

## Lockwitz
| Bild           | Bezeichnung                                                                                                  | Lage                            | Datierung                                                                                                | Beschreibung | ID       |
| -------------- | --- | ------------------------------- | --- | --- | -------- |
|                | Sachgesamtheit Schloss Lockwitz; Rittergut Lockwitz                                                          | Altlockwitz 2 (Karte)           | um 1500 (Rittergut)                                                                                      | Sachgesamtheit Rittergut Lockwitz mit folgenden Einzeldenkmalen: Schlossgebäude bzw. Herrenhaus, Kirche, Wirtschaftsgebäuden und Einfriedung (Einzeldenkmale ID-Nr. 09215772 und 09215771), Schloss- oder Gutspark (Gartendenkmal) sowie Nebengebäuden (Sachgesamtheitsteile); markantes Beispiel der Schlossbaukunst seiner Zeit, baugeschichtlich und künstlerisch bedeutend, als feudaler Landsitz der Siedlung auch ortsgeschichtlich von Belang. Schloss, Park und ehem. evangelisch-lutherische Schlosskirche, urspr. Herrenhaus eines Ritterguts, von Johann Georg von Osterhausen umgebaut und erweitert, ab dem 19. Jhdt. verschiedene Besitzer, seit 1929 mit Heimatmuseum, 1946 enteignet und Einrichtung einer Feuerwehrschule, später Ausbildungsstätte für Kartographen, nach 1990 bis 2001 Vermessungsschule des Landesvermessungsamts Sachsen, ab 1994 Sanierung, seit 2007 in Privatbesitz, jetzt umgebaut zum Wohnhaus. | 09303857 |
| Weitere Bilder | Rittergut Lockwitz: Schlosskirche Lockwitz (Einzeldenkmal zu ID-Nr. 09303857)                                | Altlockwitz 2 (Karte)           | 1622 (Kirche), 1660 (Altar), Ende 17. Jh. (Kanzel), bezeichnet 1622 (Taufschale), 1823 gestiftet (Taufe) | Einzeldenkmal der Sachgesamtheit Rittergut Lockwitz: Kirche mit Ausstattung; Saalkirche von vier Jochen, polygonalem Abschluss im Osten und westlichem Glockenturm mit Barockhaube und -laterne, Kirche ist über den Turm direkt mit dem Schloss verbunden, bedeutsames Zeugnis der Kirchenbaukunst vor allem des 17. Jahrhunderts, baugeschichtlich und künstlerisch bedeutend, als Patronatskirche der Familie von Kap-herr auch personengeschichtlich bedeutend. | 09215771 |
| Weitere Bilder | Rittergut Lockwitz: Schloss Lockwitz bzw. Herrenhaus (Einzeldenkmal zu ID-Nr. 09303857)                      | Altlockwitz 2 (Karte)           | um 1500 (Schloss, Rittergut), 1840 (Um- u. Neubau)                                                       | Einzeldenkmale der Sachgesamtheit Rittergut Lockwitz: Schlossgebäude bzw. Herrenhaus, rückwärtige Wirtschaftsgebäude und Einfriedung; langgestrecktes viergeschossiges Herrenhaus von 17 Achsen mit Kranzgesims, flachem Walmdach, dreiachsigem Mittelportikus, markantes Beispiel der Schlossbaukunst seiner Zeit, baugeschichtlich und künstlerisch bedeutend, als feudaler Landsitz der Siedlung auch ortsgeschichtlich von Belang. | 09215772 |
|                | Wohnhaus in offener Bebauung                                                                                 | Altlockwitz 6 (Karte)           | um 1800 (Wohnhaus)                                                                                       | möglicherweise Teil des ehem. Rittergutes | 09215863 |
|                | Wohnstallhaus, Seitengebäude und Scheune                                                                     | Altlockwitz 10 (Karte)          | um 1800 und später (Wohnstallhaus)                                                                       | Wohnstallhaus, Seitengebäude und Scheune eines Dreiseithofes; alle drei Gebäude im Obergeschoss mit Fachwerk | 09215781 |
|                | Wohnhaus mit Anbau                                                                                           | Altlockwitz 13 (Karte)          | bez. 1936 (Wohnhaus)                                                                                     | Wohnhaus mit Anbau in offener Bebauung | 09215782 |
|                | Kleines Gehöft über U-förmigem Grundriss                                                                     | Altlockwitz 15 (Karte)          | Mitte 19. Jh. (Wohnhaus)                                                                                 | möglicherweise sog. Hofehaus für Gutsarbeiter, auch Drescherhaus genannt | 09215783 |
|                | Wohnhaus in offener Bebauung                                                                                 | Altlockwitz 16 (Karte)          | 1. Hälfte 19. Jh. (Wohnhaus)                                                                             | möglicherweise sog. Hofehaus für Gutsarbeiter, auch Drescherhaus genannt | 09215861 |
|                | Wohnhaus in offener Bebauung                                                                                 | Altlockwitz 17 (Karte)          | 1. Hälfte 19. Jh. (Bauernhaus)                                                                           | möglicherweise sog. Hofehaus für Gutsarbeiter, auch Drescherhaus genannt | 09215784 |
|                | Wohnhaus in offener Bebauung                                                                                 | Altlockwitz 20 (Karte)          | 1. Hälfte 19. Jh. (Wohnhaus)                                                                             | möglicherweise sog. Hofehaus für Gutsarbeiter, auch Drescherhaus genannt | 09215864 |
|                | Wohnhaus in offener Bebauung                                                                                 | Altlockwitz 21 (Karte)          | 1. Hälfte 19. Jh. (Wohnhaus)                                                                             | möglicherweise sog. Hofehaus für Gutsarbeiter, auch Drescherhaus genannt | 09215785 |
|                | Wohnhaus in offener Bebauung                                                                                 | Altlockwitz 25 (Karte)          | um 1800 (Wohnhaus)                                                                                       | möglicherweise sog. Hofehaus für Gutsarbeiter, auch Drescherhaus genannt | 09215865 |
|                | Wohnhaus in offener Bebauung                                                                                 | Altlockwitz 26 (Karte)          | um 1800 (Wohnhaus)                                                                                       | möglicherweise sog. Hofehaus für Gutsarbeiter, auch Drescherhaus genannt | 09215866 |
|                | Mietshaus in offener Bebauung                                                                                | Altlockwitz 27 (Karte)          | um 1890 (Mietshaus)                                                                                      | Zeugnis für die allmähliche Verstädterung von Teilen des einstigen Dorfes Lockwitz, stadtentwicklungsgeschichtlich von Belang. | 09215870 |
|                | Wohnhaus in offener Bebauung                                                                                 | Altlockwitz 31 (Karte)          | 1. Hälfte 19. Jh. (Wohnhaus)                                                                             | möglicherweise sog. Hofehaus für Gutsarbeiter, auch Drescherhaus genannt | 09215867 |
|                | Wohnhaus in offener Bebauung                                                                                 | Altlockwitz 33 (Karte)          | 1. Hälfte 19. Jh. (Wohnhaus)                                                                             | markanter Bau mit Krüppelwalmdach, wohl sogenanntes Hofehaus für Gutsarbeiter, auch Drescherhaus genannt, ortsgeschichtlich bedeutend, als bauliches Zeugnis seiner Zeit auch architekturhistorisch wertvoll. | 09215868 |
|                | Wohnstallhaus, Seitengebäude, Reste einer Scheune                                                            | Am Galgenberg 90 (Karte)        | 17. Jh. (Wohnstallhaus)                                                                                  | Wohnstallhaus, Seitengebäude, Reste einer Scheune und zwei kleine Pforten eines Dreiseithofes; Seitengebäude mit Fachwerk im Obergeschoss | 09215787 |
|                | Wohnstallhaus und Anbau eines Bauernhofes                                                                    | Am Galgenberg 97 (Karte)        | bezeichnet 1802 (Wohnstallhaus)                                                                          | ersteres heute nur als Wohnhaus genutzt | 09215788 |
|                | Wohnhaus mit Anbau                                                                                           | Am Gückelsberg 1 (Karte)        | 1. Hälfte 19. Jh. (Wohnhaus)                                                                             | Wohnhaus mit Anbau und Stützmauer in offener Bebauung | 09215789 |
|                | Wohnhaus in offener Bebauung                                                                                 | Am Gückelsberg 4 (Karte)        | bez. 1768 (Wohnhaus)                                                                                     | Wohnhaus in offener Bebauung | 09215812 |
| Weitere Bilder | Gemeindeamt Lockwitz (ehem.)                                                                                 | Am Plan 1 (Karte)               | um 1880 (Gemeindeamt)                                                                                    | Wohnhaus in offener Bebauung, ehemals Gemeindeamt; früher historisierender Bau, vor allem im Stil der Neorenaissance, lange Zeit Gemeindeamt, heute Stadtsparkasse Dresden, vor allem ortsgeschichtlich bedeutend. | 09215790 |
|                | Wohnstallhaus eines Dreiseithofes                                                                            | Am Plan 6 (Karte)               | bez. 1833 (Wohnstallhaus)                                                                                | Wohnstallhaus eines Dreiseithofes | 09215791 |
|                | Wohnhaus in offener Bebauung                                                                                 | Am Plan 8 (Karte)               | 1. Hälfte 19. Jh. (Wohnhaus)                                                                             | möglicherweise ehem. Häusleranwesen | 09215872 |
| Weitere Bilder | Kapherr-Mausoleum                                                                                            | Am Viertelacker (Karte)         | 1871-1872 (Mausoleum)                                                                                    | Mausoleumsbau; in Form eines antiken Antentempels errichtet, liegt am nördlichen Rand des Wäldchens »Am Krähenhügel«, errichtet von der Familie Kap-herr, ortsgeschichtlich und personengeschichtlich wertvoll, als markanter spätklassizistischer Bau sowohl baugeschichtlich als auch künstlerisch von Bedeutung. Mausoleum der Familie Kap-herr, von Bernhard Schreiber im Stil eines klassizistischen griechischen Tempels für die Bankiersfamilie von Kap-herr erbaut, 1944 letzte Beisetzung eines Familienmitglieds, später enteignet, seither Verfall und mutwillige Beschädigung, Gräber mehrfach aufgebrochen, bis heute ruinös. | 09215780 |
| Weitere Bilder | Der Frosch: Normaluhr mit Frosch                                                                             | Am Wehr (Karte)                 | 1913 (Uhren- und Wettersäule)                                                                            | Sogenannte Normaluhr mit Frosch; säulenartiges Häuschen mit Uhr und meteorologischen Instrumenten (Temperatur- und Luftdruckanzeige) bekrönt von einem kleinen Dach sowie sitzender Froschfigur, bemerkenswertes technisches Denkmal, auch künstlerisch von Belang. Wettersäule mit Uhr, Froschfigur, Reliefplatten und meteorologischen Instrumenten im Inneren, von Jean Pape gestaltet, 1965–1967 saniert, 2002 durch Hochwasser schwer beschädigt, 2004 restauriert. | 09215793 |
|                | Vollautomatisches Segmentwehr                                                                                | Am Wehr (Karte)                 | um 1927 (Wehr)                                                                                           | in Dresden und darüber hinaus landesweit das einzige vollautomatische Segmentwehr, bemerkenswertes technisches Denkmal seiner Zeit, technikgeschichtlich bedeutend. Lockwitzer Wehr, einst zur Stauung des Lockwitzbachs erbaut, um die Wasserkraft für eine Mühle zu nutzen, 2002 durch Hochwasser zerstört. | 09215819 |
|                | Wohnhaus in offener Bebauung                                                                                 | Am Wehr 2 (Karte)               | 1. Hälfte 19. Jh. (Wohnhaus)                                                                             | Wohnhaus in offener Bebauung | 09215792 |
|                | Wohnhaus mit Anbau                                                                                           | An der Obermühle 1 (Karte)      | 1. Hälfte 19. Jh. (Wohnhaus)                                                                             | Wohnhaus mit Anbau und Rest der Einfriedungsmauer | 09215796 |
|                | Landhaus | Dohnaer Straße 223 (Karte)      | um 1840 (Landhaus)                                                                                       | markanter klassizistischer Bau, im Innern alte Raumstruktur, baugeschichtlich bedeutend. | 09215873 |
|                | Villa | Lockwitzgrund 12 (Karte)        | um 1910 (Villa)                                                                                          | Villa | 09215795 |
|                | Wohnstallhaus und Seitengebäude eines Bauernhofes                                                            | Lockwitzgrund 17 (Karte)        | 1. Hälfte 19. Jh. (Wohnhaus)                                                                             | Wohnstallhaus und Seitengebäude eines Bauernhofes | 09215797 |
|                | Donath's; Kelterei Lockwitzgrund                                                                             | Lockwitzgrund 40; 40b (Karte)   | bezeichnet 1893 (Kelterei)                                                                               | Verwaltungsgebäude mit Anbau (an letzterem Sgraffito aus den 1950er Jahren) und Fabrikationsgebäude (bez. 1893-1933) und torartig gestalteter Eingang zu den Lagerkellern im Fels; die Bauten durch Zierfachwerk belebt, Anlage markantes Beispiel der Industriearchitektur um 1900 von baugeschichtlicher Bedeutung, erinnert zudem an ein hier lange Zeit ansässiges Unternehmen, das mit anderen Firmenansiedlungen das Bild des Lockwitzgrundes prägte, demnach auch ortsgeschichtlich von Belang. | 09215801 |
|                | Villa | Lockwitzgrund 56 (Karte)        | um 1910 (Villa)                                                                                          | Villa mit Teilen der Einfriedung | 09215798 |
| Weitere Bilder | Wohnhaus mit Seitengebäude; ehem. Kakaomühle                                                                 | Lockwitzgrund 62 (Karte)        | um 1800 (Wohnhaus)                                                                                       | Wohnhaus, Seitengebäude und Verbindungsgang eines Gehöftes; Wohnhaus, Seitengebäude, Verbindungsgang und Scheune eines Gehöfts; möglicherweise die ehem. Kakaomühle, bau- und ortsgeschichtlich bedeutend. Ehem. Kakaomühle oder Hintermühle Lockwitz = untere Fabrik der Schokoladenfabrik Otto Rüger. | 09215874 |
|                | Doppelwohnhaus                                                                                               | Lockwitzgrund 66; 66a (Karte)   | 1911 (Doppelwohnhaus)                                                                                    | Doppelwohnhaus in offener Bebauung | 09215799 |
|                | Untere Borthen-Mühle; Schmidt-Mühle; Lockwitzer Papierfabrik                                                 | Lockwitzgrund 100 (Karte)       | 1868 (Fabrikgebäude), um 1800 (Fabrikgebäude)                                                            | Zwei Fabrikgebäude; zwei- bzw. dreigeschossig mit Kniestock bzw. Mezzanin und flachen Walmdächern, das nördliche ist mit genutetem Sockel und Putzspiegeln etwas aufwendiger gestaltet. Ab 1890 Vater'sche Maccaroni- und Teigwarenfabrik. | 09215805 |
|                | Brücke | Lockwitzgrund 100 (vor) (Karte) | 2. Hälfte 18. Jh. / 1. Hälfte 19. Jh. (Fußgängerbrücke)                                                  | barocke Steinbrücke über den Lockwitzbach | 09215804 |
|                | Mietshaus mit Apotheke                                                                                       | Lockwitztalstraße 37 (Karte)    | um 1910 (Mietshaus)                                                                                      | Mietshaus mit Apotheke im Erdgeschoss und Einfriedung in offener Bebauung | 09215806 |
|                | Villa mit Remisengebäude und Einfriedung                                                                     | Lockwitztalstraße 47 (Karte)    | um 1880 (Villa)                                                                                          | Fenstergestaltung/Ätzglas im Treppenhaus (um 1910), zeittypisches vorstädtisches Anwesen der wohlhabenderen Schichten (wohl für einen Arzt errichtet), Historismusbau, baugeschichtlich und ortsgeschichtlich bedeutend. | 09215807 |
|                | Mietshaus in offener Bebauung                                                                                | Lockwitztalstraße 58 (Karte)    | um 1910 (Mietshaus)                                                                                      | Mietshaus in offener Bebauung | 09215816 |
| Weitere Bilder | Sachgesamtheit Friedhof Lockwitz                                                                             | Maxener Straße - (Karte)        | 1757 (Friedhof)                                                                                          | Sachgesamtheit mit folgenden Einzeldenkmalen: Friedhof in seiner gewachsenen funktionellen und gestalterischen Einheit mit Friedhofskapelle, Grufthaus im Grabfeld E, denkmalwerten Grabstätten, Gedenkfeierhalle für Kriegsopfer des 1. und 2. Weltkrieges im Grabfeld E mit Rondell (Einzeldenkmale ID-Nr. 09215829), Treppen und gartenkünstlerischer Gestaltung, gliederndem Wegesystem, struktur- und raumbildenden Alleen- und Heckenbepflanzungen, Blickbeziehungen nach Lockwitz sowie frühere und heutige und Einfriedungsmauern mit vier Eingängen und Toren (alles Sachgesamtheitsteile); personengeschichtlich und ortsgeschichtlich bedeutend, Kapelle als Beispiel der Reformarchitektur nach 1900 baugeschichtlich von Wert. | 09306777 |
| Weitere Bilder | Friedhof Lockwitz: Friedhofskapelle, Grufthaus, denkmalwerte Grabstätten (Einzeldenkmale zu ID-Nr. 09306777) | Maxener Straße - (Karte)        | 1757 (Friedhofskapelle)                                                                                  | Einzeldenkmal o. g. Sachgesamtheit: Friedhofskapelle, Grufthaus im Grabfeld E, denkmalwerten Grabstätten, Gedenkfeierhalle für Kriegsopfer des 1. und 2. Weltkrieges im Grabfeld E mit Rondell, Treppen und gartenkünstlerischer Gestaltung, gliederndem Wegesystem, struktur- und raumbildenden Alleen- und Heckenbepflanzungen, Blickbeziehungen nach Lockwitz sowie frühere und heutige und Einfriedungsmauern mit vier Eingängen und Toren; personengeschichtlich und ortsgeschichtlich bedeutend, Kapelle als Beispiel der Reformarchitektur nach 1900 baugeschichtlich von Wert. | 09215829 |
|                | Wohnhaus in offener Bebauung                                                                                 | Maxener Straße 1 (Karte)        | um 1800 (Wohnhaus)                                                                                       | möglicherweise sog. Hofehaus für Gutsarbeiter, auch Drescherhaus genannt | 09215808 |
|                | Wohnhaus mit Anbau in offener Bebauung                                                                       | Maxener Straße 2 (Karte)        | um 1800 (Wohnhaus)                                                                                       | möglicherweise sog. Hofehaus für Gutsarbeiter, auch Drescherhaus genannt | 09215809 |
|                | Wohnhaus in offener Bebauung                                                                                 | Maxener Straße 3 (Karte)        | bezeichnet 1838 (Wohnhaus)                                                                               | möglicherweise sog. Hofehaus für Gutsarbeiter, auch Drescherhaus genannt | 09215810 |
|                | Wohnhaus in offener Bebauung                                                                                 | Maxener Straße 4 (Karte)        | 19. Jh. (Wohnhaus)                                                                                       | möglicherweise sog. Hofehaus für Gutsarbeiter, auch Drescherhaus genannt | 09215813 |
|                | Wohnhaus in offener Bebauung                                                                                 | Maxener Straße 5 (Karte)        | um 1800 (Wohnhaus)                                                                                       | möglicherweise sog. Hofehaus für Gutsarbeiter, auch Drescherhaus genannt | 09215811 |
|                | Wohnhaus in halboffener Bebauung                                                                             | Maxener Straße 23 (Karte)       | 1. Hälfte 19. Jh. (Wohnhaus)                                                                             | möglicherweise sog. Hofehaus für Gutsarbeiter, auch Drescherhaus | 09215876 |
|                | Wohnhaus in offener Bebauung                                                                                 | Maxener Straße 31 (Karte)       | um 1800 (Wohnhaus)                                                                                       | möglicherweise sog. Hofehaus für Gutsarbeiter, auch Drescherhaus genannt | 09215815 |
|                | Hänichen-Mühlgraben                                                                                          | Preußerstraße - (Karte)         | 16. Jh. (Mühlgraben)                                                                                     | Mühlgraben zwischen Altlockwitz und Dohnaer Straße; Anlage mit unbefestigten Abschnitten, Einfassungen aus Sandstein und zwei Brückenbauwerken, im Zusammenhang mit der Hänichen-Mühle bau-, orts- und technikgeschichtlich sowie landschaftsgestalterisch bedeutend (siehe auch Preußerstraße 8). | 09217745 |
|                | Wohnhaus in offener Bebauung                                                                                 | Preußerstraße 5 (Karte)         | bez. 1799 (Wohnhaus)                                                                                     | Wohnhaus in offener Bebauung | 09215817 |
|                | Mittelmühle; Hänichenmühle; Lockwitzer Mühle                                                                 | Preußerstraße 8; 10 (Karte)     | 1814 (Mühlengeb.), bezeichnet 1850 (Müllerwohnhaus)                                                      | Wohnhaus, Mühlengebäude (im Innern noch Radwelle vorhanden), Einfriedungsmauer und niedrigere, den seitliche Weg begrenzende Sandsteinmauer; am Mühlengebäude Sgraffitos aus den 1950er Jahren, bau-, orts- und technikgeschichtlich sowie landschaftsgestalterisch bedeutendes Ensemble (siehe auch Hänichen-Mühlgraben). | 09215818 |
|                | Wohnhaus in offener Bebauung                                                                                 | Röhrsdorfer Straße 8 (Karte)    | 1. Hälfte 19. Jh. (Wohnhaus)                                                                             | charakteristischer ländlicher Bau mit Fachwerk im Obergeschoss, möglicherweise sogenanntes Hofehaus für Gutsarbeiter, Zeugnis ländlicher Architektur- und Volksbauweise, bau- und ortsgeschichtlich bedeutend. | 09302921 |
|                | Wohnhaus in offener Bebauung                                                                                 | Röhrsdorfer Straße 10 (Karte)   | 1. Hälfte 19. Jh. (Wohnhaus)                                                                             | charakteristischer ländlicher Bau, bildet kleines Ensemble mit benachbarter Nummer 8, möglicherweise sogenanntes Hofehaus für Gutsarbeiter, Zeugnis ländlicher Architektur und Volksbauweise, bau- und ortsgeschichtlich bedeutend. | 09302920 |
|                | Straßenbrücke über den Lockwitzbach                                                                          | Tögelstraße (Karte)             | bezeichnet 1894 (Straßenbrücke)                                                                          | architektonisch beeindruckende Steinbogenbrücke, aus Sandsteinquadern errichtet, vor allem baugeschichtlich und technikgeschichtlich bedeutend. Steinbogenbrücke über den Lockwitzbach. | 09215828 |
|                | Pfarrhaus mit Einfriedung                                                                                    | Tögelstraße 1 (Karte)           | bezeichnet 1903 (Pfarrhaus)                                                                              | zweigeschossiger Bau mit Walmdach | 09215820 |
|                | Wohnhaus mit Anbau                                                                                           | Tögelstraße 2 (Karte)           | 18. Jh. (Wohnhaus)                                                                                       | barocker Bau, Fassade z. T. überformt | 09215821 |
|                | Wohnhaus in offener Bebauung                                                                                 | Tögelstraße 3 (Karte)           | Mitte 19. Jh. (und früher)                                                                               | Wohnhaus in offener Bebauung | 09215822 |
|                | Wohnhaus in offener Bebauung                                                                                 | Tögelstraße 5 (Karte)           | bez. 1845 (Wohnhaus)                                                                                     | Wohnhaus mit seitlichen Torpfeilern in offener Bebauung | 09215823 |
|                | Mietvilla | Tögelstraße 10 (Karte)          | um 1900 (Mietvilla)                                                                                      | repräsentativer historisierender Bau, baugeschichtlich und künstlerisch bedeutend. | 09215824 |
|                | Wohnstallhaus, Seitengebäude und Scheune                                                                     | Tögelstraße 11 (Karte)          | um 1800 (Wohnstallhaus)                                                                                  | Wohnstallhaus, Seitengebäude, Scheune und Einfriedung einschl. Pforte eines Dreiseithofes; Wohnstallhaus und Scheune mit Fachwerk. | 09215825 |
|                | Alte Schule                                                                                                  | Tögelstraße 12 (Karte)          | bezeichnet 1868 (Schule)                                                                                 | Schulgebäude; zweigeschossiger Bau mit erhöhtem Mittelteil und Walmdach | 09215826 |
|                | Neue Schule                                                                                                  | Urnenstraße 22 (Karte)          | bez. 1906 (Schule)                                                                                       | Schulgebäude mit angebauter Turnhalle, bis zur Schließung 2008 als 79. Mittelschule genutzt. | 09215827 |